# سیفرشتدت
سیفرشتدت (به آلمانی: Sieverstedt) یک شهر در آلمان است که در اشلسویگ-فلنسبورگ واقع شده‌است. سیفرشتدت ۱٬۶۷۱ نفر جمعیت دارد.